# Stunt Coordinator
Ein Stunt Coordinator (auch Stuntkoordinator) ist eine für die technische und künstlerische Ausführung eines Stunts bei Filmproduktionen verantwortliche Person.
Besondere Werke der Stunt Coordinator werden jährlich mit den zwei folgenden Primetime Emmy Awards gewürdigt:
- Outstanding Stunt Coordination for a Drama Series, Limited Series, or Movie
- Outstanding Stunt Coordination for a Comedy Series or Variety Program